# Daiso
Daiso Industries Co.,Ltd. (株式会社大創産業) (âm Hán-Việt: châu thức hội xã Đại Thương Sản Nghiệp) là thương hiệu nhượng quyền của hàng đồng giá 100 yên được thành lập tại Nhật Bản. Trụ sở chính của công ty nằm ở Higashihiroshima, Hiroshima.
Daiso hiện đang bày bán hơn 100.000 sản phẩm, trong đó có hơn 40% là hàng nhập khẩu, đa số được sản xuất ở Trung Quốc. Daiso bán nhiều sản phẩm đồ gia dụng như nồi chảo và các chất tẩy rửa. Daiso có cửa hàng ở 25 quốc gia và các vùng lãnh thổ trên toàn thế giới.

## Lịch sử
Daiso ban đầu được tạo ra dưới dạng là các máy bán hàng tự động đồng giá 100 yên có tên gọi là "Yano Shoten" bởi Hirotake Yano vào năm 1972. Sau đó, ông chính thức thành lập Daiso vào năm 1977.

## Phương pháp kinh doanh
Daiso thường sử dụng lại những vị trí trước đây được dùng để kinh doanh trò chơi (pachinko) để đặt cửa hàng bán lẻ của mình. Họ đầu tư rất nhiều vào hệ thống kê trưng bày để cạnh tranh với những cửa hàng cao cấp hơn. Sản phẩm ở mỗi tiệm sẽ được bày bán khác nhau để tăng lượt khách hàng đến mua sắm một cách liên tục.
Daiso phân loại riêng các sản phẩm bằng cách sử dụng hình vị za (ザ) danh từ đại diện trong tiếng Nhật tương tự như "the" trong Tiếng Anh, cộng với một mục. Ví dụ, za hanabi (ザ・花火) là mục cho pháo hoa, và za purasuchikku (ザ・プラスチック, "the plastic") là mục cho các mặt hàng nhựa như thùng nhựa hoặc khay.
Vào năm 2004, Daiso bắt đầu bán cả các mặt hàng có giá là bội của 100 yên, ví dụ như 200, 300, 400 hoặc lên tới 500 yên.

## Địa điểm
Daiso có hơn 2,800 chuỗi cửa hàng ở Nhật Bản và hơn 700 cửa hàng ở nước ngoài bao gồm Úc, Brazil, Campuchia, Canada, Trung quốc, Hong Kong, Indonesia, Kuwait, Macau, Malaysia, México, Myanmar, New Zealand, Oman, Philippines, Qatar, Ả Rập Saudi, Singapore, Đài Loan, Thái lan, Vương quốc anh, Mỹ, và Việt nam.
Số lượng các cửa hàng của Daiso, tính tới 20 tháng 4 năm 2017.
| Châu Á - Nhật Bản: 2,800 - Thái Lan: 138 - Philippines: 52 - Đài Loan: 52 - Trung Quốc: 45 - Malaysia: 39 - Hồng Kông: 34 - Singapore: 14 - Indonesia: 12 - Myanmar: 5 - Việt Nam: 5* - Mông Cổ: 4 - Ma Cao: 3 - Campuchia:3 Trung Đông - Các Tiểu vương quốc Ả Rập Thống nhất: 31 - Ả Rập Xê Út: 6 - Kuwait: 5 - Qatar: 4 - Israel: 3 - Bahrain: 2 | Châu Mỹ - Hoa Kỳ: 60 - Brasil: 28 - México: 11 - Canada: 1 Châu Đại Dương - Úc: 33 - New Zealand: 1 Châu Phi - Mauritius: 2 |

### Úc
Cửa hàng Daiso đầu tiên được mở ở Abbotsford, Victoria vào năm 2010, bán các mặt hàng đồng giá $2,80 (đồng đô la Úc). Kể từ đó, Daiso đã mở rộng lên thành 12 cửa hàng ở New South Wales, 11 ở Queensland, 2 ở Nam nước Úc và 10 ở Victoria. Các cửa hàng có diện tích trải rộng từ 133 m2 (1.430 foot vuông) đến 1.200 m2 (13.000 foot vuông). Trong đó cửa hàng Central Park được xem là cửa hàng lớn nhất của công ty ở Úc. Đa số các sản phẩm trong cửa hàng đều có mức giá là 2,80 đô la Úc, ngoại trừ một số dòng sản phẩm (chiếm 5%) được bán với các mức giá khác, dao động từ $3 tới $15.

### Canada

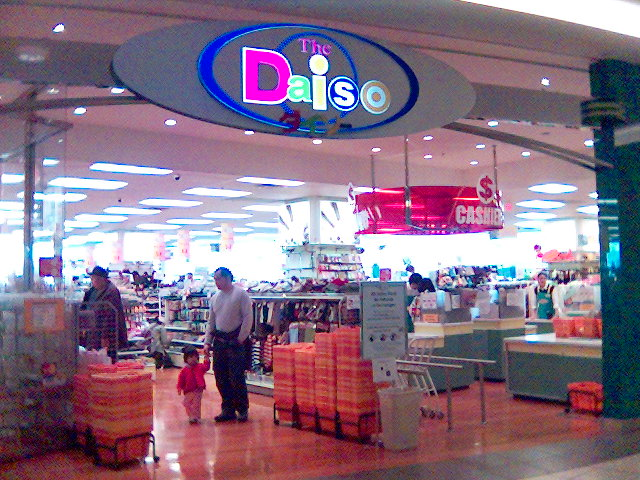
Cửa hàng Daiso đầu tiên ở thị trường Bắc Mỹ, trong Trung Tâm Aberdeen ở Richmond, British Columbia

Vào tháng 12 năm 2003, Daiso mở một cửa hàng rộng 2.400 m2 (26.000 foot vuông) ở Trung Tâm Aberdeen, Richmond, British Columbia, Canada. Hầu hết các mặt hàng được bán trong cửa hàng (cùng với các mặt hàng bánh kẹo và nước giải khát của Daiso) đồng giá $2 Canada. "Cửa hàng đầu tiên này sẽ là đòn bẩy cho thị trường Bắc Mỹ của chúng tôi"ông Roy Fujita, giám đốc công ty của bộ phận tiếp thị quốc tế, phát biểu

### Malaysia
Tất cả các sản phẩm đồng giá RM5.90 đã bao gồm thuế. Giá hiện tại đã được tăng từ RM 5.30 từ ngày 1 tháng 5 năm 2017.

### Singapore
Có 15 cửa hàng Daiso ở Singapore. Tất cả các sản phẩm có giá $2 đô la Sing.

### Hàn Quốc
Daiso Hàn Quốc có khoảng 1150 cửa hàng trên toàn quốc, với cửa hàng đầu tiên được thành lập vào năm 1992 bởi Công ty Daiso-Asung. Công ty này đã làm việc và hợp tác với Daiso Nhật Bản vào năm 2001 (cho đến năm 2011), chuỗi cửa hàng đã liên tục mở rộng trong suốt 10 năm bằng chiến lược bán các mặt hàng giá rẻ chất lượng cao. Mỗi cửa hàng bày bán trên 30.000 sản phấm và hầu hết đều có giá dưới 1.000won. Tại đây thậm chí còn có một trung tâm mua sắm online cho phép người tiêu dùng mua sắm ngay tại nhà.
Vào năm 2011 và 2014, Daiso Hàn quốc thông báo rằng họ không còn là một phần của Daiso Nhật Bản, lý do đưa ra là họ cho rằng Daiso Nhật Bản đã có sự nâng đỡ đối với Liancourt Rocks, một công ty của Nhật Bản. Daiso Hàn Quốc sau đó xác nhận rằng họ không bán sản phẩm giống như Daiso Nhật Bản nữa và sẽ hoạt động độc lập.
Daiso Hàn Quốc cũng có logo khác so với logo của Daiso Nhật Bản. Logo được điều chỉnh lại như một động thái thoát ly khỏi Daiso Nhật Bản.

### Hoa Kỳ

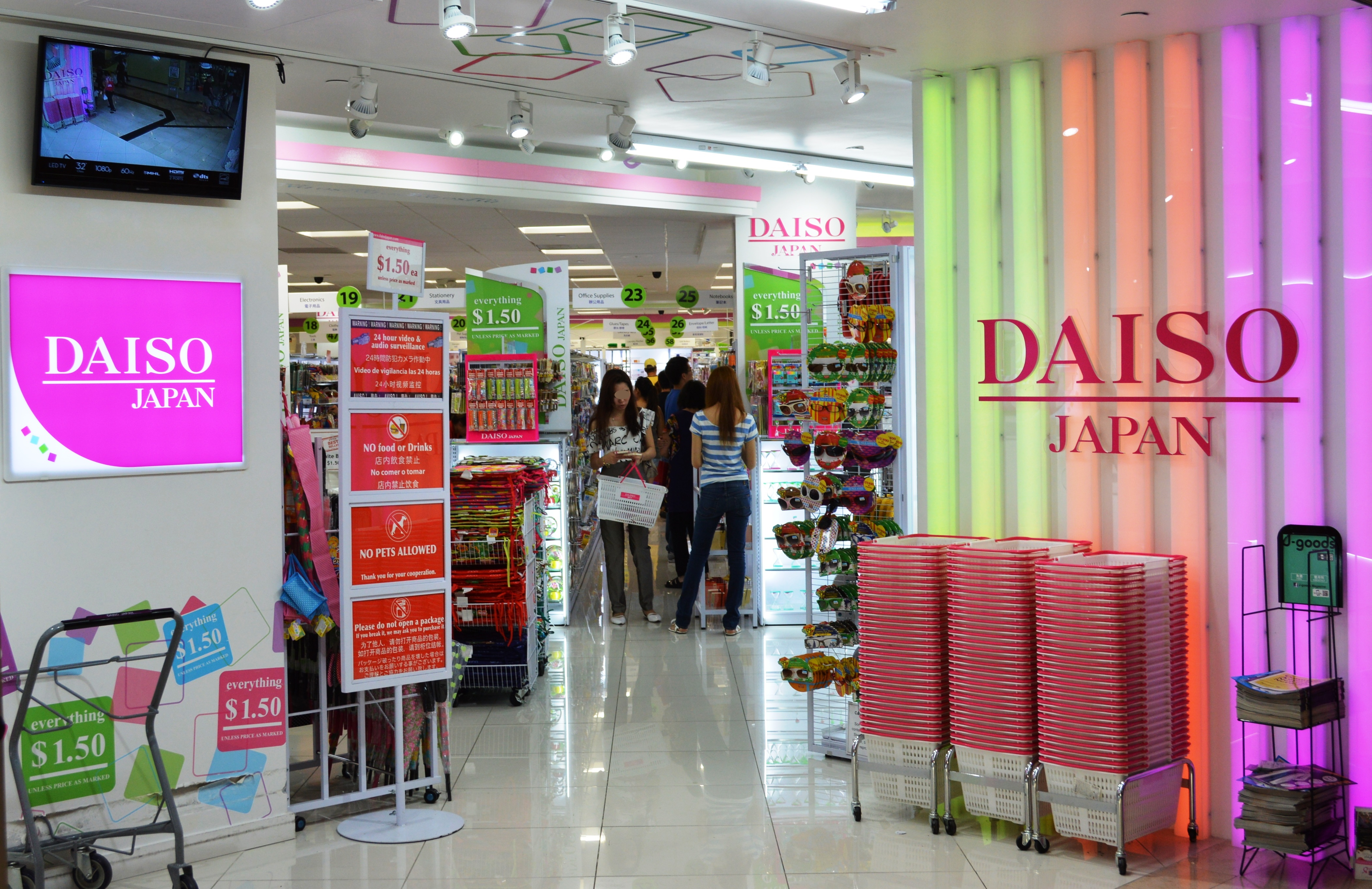
Daiso ở San Gabriel, California

Vào ngày 2 tháng 10 năm 2005, cửa hàng đầu tiên ở Hoa Kỳ đã được khai trương bày bán ở Trung tâm Thương mại Alderwood ở Lynnwood, Washington, gần Seattle, WA. Cửa hàng này nhỏ hơn nhiều so với các cửa hàng khác, với diện tích chỉ khoảng 442 mét vuông, các sản phẩm tại đây được bày bán với mức giá là $1, $1,50 và $2. Hiện tại, cửa hàng còn bán thực phẩm và những mặt hàng khác với mức giá có thể lên tới $8, mặc dù vậy, hầu hết các mặt hàng vẫn có mức giá là $1,50.
Có hơn 50 cửa hàng của Daiso đã được mở trên khắp Hoa Kỳ, bao gồm 7 cửa hàng ở Washington và hơn 40 cửa hàng ở California. Cửa hàng Daiso lớn nhất nước Mỹ hiện tại được đặt tại Union City, California, với diện tích hơn 1.650 mét vuông, được khai trương vào ngày 8 tháng 8 năm 2007. Trong tương lai, công ty dự định sẽ khai trương thêm từ 15 đến 20 cửa hàng nữa ở khu vực Vịnh San Francisco.

## Tranh cãi
Trong tháng sáu 2017, Daiso bị Ủy ban tiêu dùng Úc buộc thu hồi và tiêu hủy 165 loại sản phẩm. Những sản phẩm này bao gồm đồ chơi gây nghẹt thở hoặc gây thương tích, sản phẩm làm đẹp có chứa các thành phần không rõ ràng.

## Links bổ sung
- Website chính thức
- http://www.daisoglobal.com/ Lưu trữ ngày 20 tháng 12 năm 2014 tại Wayback Machine